# Архиепархия Анкона-Озимо

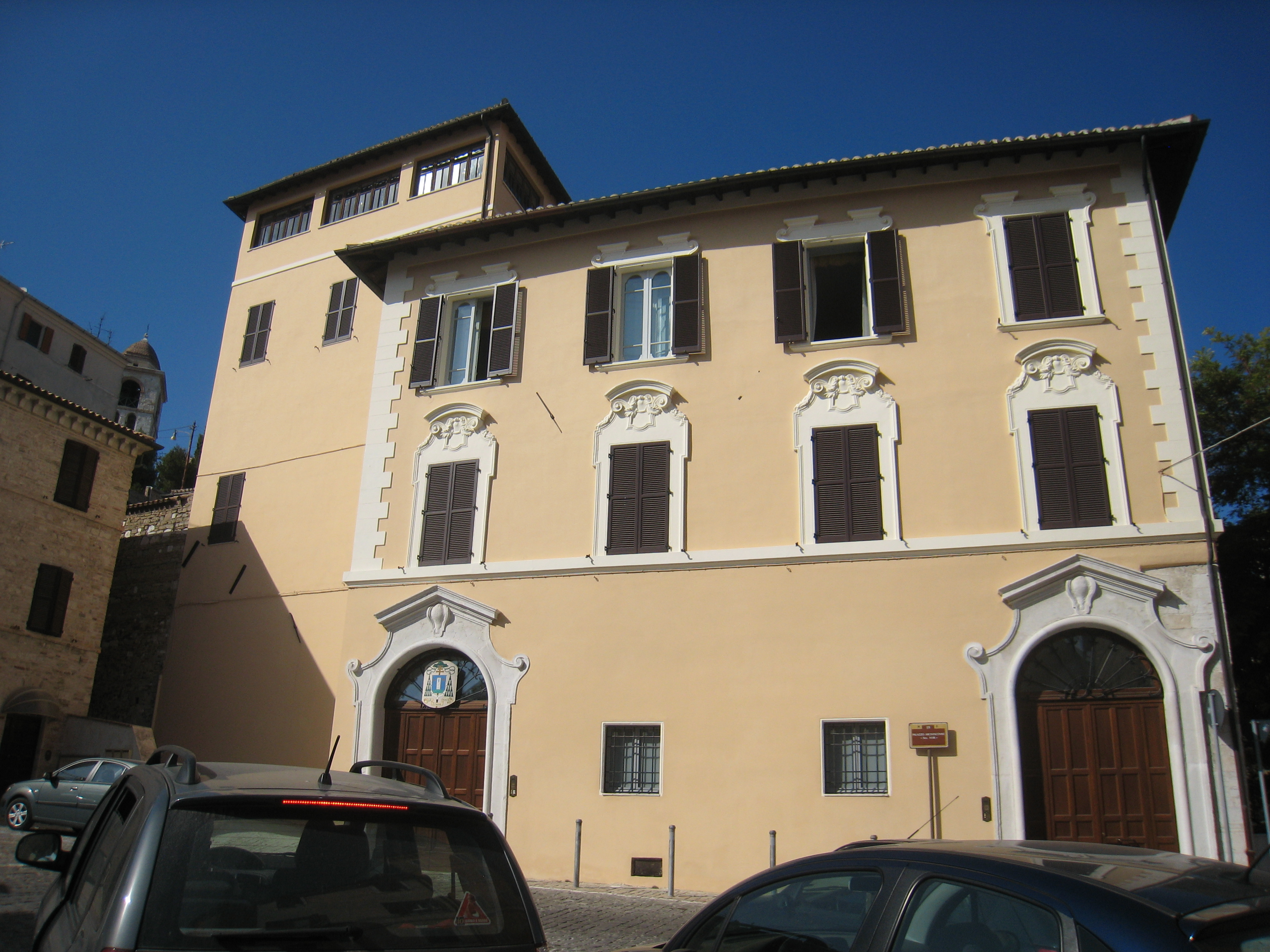
Резиденция архиепископов Анкона-Озимо

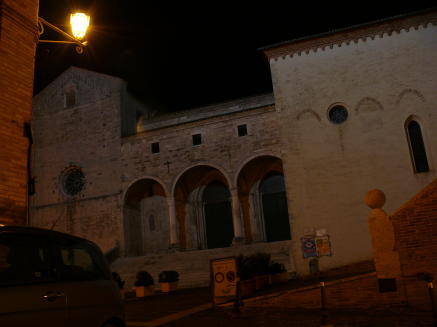
Собор Святого Леопарда, Озимо

Архиепархия Анкона-Озимо (лат. Archidioecesis Anconitana-Auximana, итал. Arcidiocesi di Ancona-Osimo) — архиепархия-митрополия Римско-католической церкви, входящая в церковную область Марке. В настоящее время архиепархией управляет архиепископ-митрополит Эдоардо Меникелли. Викарный епископ — Паоло Паолуччи Бедини. Почетный епископ — Франко Фесторацци.
Клир епархии включает 175 священников (100 епархиальных и 75 монашествующих священников), 17 диаконов, 88 монахов, 124 монахини.
Адрес епархии: Piazza del Senato 7, C.P. 419, 60121 Ancona, Italia.

## Территория
В юрисдикцию епархии входят 72 прихода в коммуннах Марке: все в провинции Анкона — Анкона, Озимо, Фальконара Мариттима, Нумана, Камерано, Камерата Пичена, Кастельфидардо, Польвериджи, Стаффоло, Филоттрано, Кьяравалле, Агульяно, Сироло, Оффанья.
Кафедра архиепископа-митрополита находится в городе Анкона в церкви Святого Кириака. В городе Озимо находится сокафедральный Собор Святого Леопарда.
В состав митрополии (церковной провинции) Анкона-Озимо входят:
- Архиепархия Анкона-Озимо;
  - Епархия Йези;
  - Епархия Сенигаллии;
  - Епархия Фабриано-Мателики;
  - Территориальная прелатура Лорето.

## История
Кафедра Анконы с самого своего основания тесно связана с памятью святого Стефана, о чём говорит святой Августин в одном из своих сочинений. Также у святого Григория Великого есть упоминание о том, что первый собор в Анконе был освящен в честь этого святого.
По преданию мощи святого Кириака, епископа были перенесены в Анкону из Иерусалима, где он претерпел мученическую смерть. В Иерусалиме с IV века его мощи находились в соборе Святого Стефана, откуда в X веке они были перенесены в собор Святого Стефана в Анконе. Археологические раскопки, проведенные в соборе в 1979 году по заказу архиепископа Карло Маккари, подтвердили предание.
Святые мощи мучеников Пилигрима и Флавиана находятся в церкви Святого Пилигрима и Святого Филиппа Нери, а мощи мучениц Палации и Лауренции также хранятся в соборе.
Среди епископов занимавших кафедру Анконы было немало выдающихся личностей. Некоторые из них были канонизированы Церковью: святые Примиано (Примиан) и Марчеллино (Марцеллин), блаженный Антонио (Антоний) Фатати. Винченцо Лукки и кардинал Карло Конти провели большую работу по реорганизации епархии согласно постановлениям Тридентского собора; кардиналы Д’Aсте и Марчинфорте в XVIII веке и последний кардинал-епископ Манара в XX веке остались в памяти народа, как мудрые и добрые пастыри.
В 1419 году Папа Мартин V принял решение присоединить к епархии Анконы епархию Нуманы, которая в то время уже называлась Уманой. 19 октября 1422 года буллой Ex supernae majestatis новая епархия получила название епархии Анконы и Уманы. (Anconitana et Numanensis). В отличие от обычного объединения двух епархий здесь не был соблюден принцип aeque principaliter, кафедра Уманы была упразднена и её собор был обращен в приходскую церковь. В последующие века архиереи Анконы перестали титуловаться епископами Анконы и Уманы, но буллой от 22 апреля 1770 года Папа Бенедикт XIV велел им вернуться к двойному названию.
В 1796 году от образа Богоматери в соборе было явлено знамение. В течение четырёх месяцев около 60 тысяч человек наблюдали за тем, как изображение Пресвятой Девы Марии закрывало и открывало глаза. В феврале следующего года Наполеон Бонапарт приехал в город, чтобы лично организовать процесс вокруг этого феномена, с намерением положить конец предполагаемому им суеверию. Но затем, вдруг, изменил своё решение.
14 сентября 1904 года епархия Анконы и Уманы была возведена в ранг архиепархии. 15 августа 1972 году она была возведена в ранг архиепархии-митрополии, а 28 сентября того же года была объединена с епархией Озимо и Чинголи.
5 июля 1975 года декретом Ex historicis documentis Конгрегации по делам епископов архиепархия приняла название архиепархии Анконы; за епархией Нуманы (Уманы) был закреплен статус титулярного епископства.
По преданию, мученик святой Феличано (Фелициан) в середине III века первым проповедовал Евангелие на территории Озимо. В 303 году, во время гонений на христиан со стороны императора Диоклетиана, в Озимо были преданы мученической смерти святые Фиоренцо, Сизинио и Диоклецио (Флорентий, Сизиний и Диоклетий). На месте казни мучеников был построен храм в их честь, который существует и поныне.
Первым епископом Озимо, о котором говорится в письменных источниках является святой Леопард, занимавший кафедру Озимо, вероятно, в IV или V веке.
Среди епископов Озимо особого упоминания заслуживают святой Виталиано (Виталиан), святой Бенвенуто (Бенвенут), кардинал Антонио Мария Галло, Помпео Компаньони, кардинал Кальканьини во время епископата которого в 1796 году произошло чудо от Распятия в кафедральном соборе, кардинал Солья Черони, государственный секретарь при Папе Пие IX. Последний епископ Озимо, Доменико Брици, умер в 1964 году.
22 мая 1240 года Папа Григорий IX буллой Recte considerationis examine упразднил епархию Озимо, включив её территории в состав епархии Реканати. 15 ноября того же года Озимо перешел под юрисдикцию епископов Уманы.
13 марта 1264 года Папа Урбан IV буллой Recti statera judicii восстановил епархию Озимо.
В 1320 году жители Озимо восстали и заточили в тюрьму епископа Берардо II. Тогда Папа Иоанн XXII снова упразднил епархию Озимо, но другие центры епархии выступили против восстания, и им был предоставлен епископ с титулом episcopus dioecesis ecclesiae Auximanae, olim cathedralis. Собор этой епархии стала церковь Святой Марии в Чинголи.
13 июля 1367 года Папа Урбан VI буллой Sancta Mater Ecclesia восстановил епархию Озимо.
В 1586 году Папа Сикст V передал епархии Реканати приходы в Кастельфидардо и Мантекассиано, ранее входившие в состав епархии Озимо.
20 августа 1725 года буллой Romana Ecclesia Папы Бенедикта XIII епархии Озимо и Чинголи были объединены по принципу aeque principaliter.
15 августа 1972 года епархия Озимо и Чинголи вошла в состав церковной провинции архиепархии Анконы и 28 сентября того же года, после более чем восьми лет пребывания в состоянии Sede vacante объединена с архиепархией Анконы по принципу in persona episcopi.
25 января 1985 года епархия Чинголи была отделена от епархии Озимо и была объединена с епархиями Мачераты, Толентино, Реканати и Трейи.
30 сентября 1986 года постановлением Священной Конгрегации по делам епископов архиепископство Анкона и епископство Озимо были объединены в единую архиепархию Анкона-Озимо.

## Ординарии архиепархии

### Кафедра Анконы
- святой Примиан (III век);
- святой Кириак (363);
- Марк (упоминается в 462);
- святой Трасоний I (упоминается в 500);
- святой Марцеллин I[итал.] (VI век);
- Фома (569);
- Север (585);
- Фиорентин (VI/VII век);
- Иоанн I (629/633);
- Маврос (упоминается в 649);
- Иоанн II † (упоминается в 679);
- Сенатор (упоминается в 743);
- Тигрин (упоминается в 826);
- Леопард (упоминается в 861);
- Павел (упоминается в 878);
- Болонгерий (Бенолергий) (упоминается в 887);
- Эрфермарий (упоминается в 967);
- Трасоний II (упоминается в 996);
- Стефано (упоминается в 1030);
- Гримальдо (Гримоальдо) (упоминается в 1051);
- Джерардо I (упоминается в 1069);
- Трансберто (VI/XII век);
- Марчеллино II (VI/XII век);
- Неизвестный по имени (упоминается в 1118);
- Бернардо (упоминается в 1127);
- Ламберто (упоминается в 1150/1158);
- Томмазо (упоминается в 1172);
- Джентиле (упоминается в 1179);
- Родольфо (1180—1185) — камальдул;
- Бероальдо (1186 — после 1192);
- Джерардо II (1204—1237/1238);
- Персевалло (упоминается в 1239);
- Джованни Бони (1245);
- Пьетро ди Романуччо Капоччи (10.05.1284 — 25.08.1286) — назначен епископом Витербо и Тосканеллы;
- Берардо даль Поджо (1289 — 04.02.1296) — назначен епископом Риети;
- Пандольфо (30.04.1296 — 1299) — апостольский администратор;
- Николо дельи Унгари (1299—1326) — францисканцы-конвентуалы;
- Томмазо даль Муро (1326);
- Франческо (1330);
- Никколо Франджипане (1342);
- Агостино даль Поджо (1344—1348);
- Угоне (1348—1348) — бенедиктинец, избранный епископ;
- Ланфранко де Саливерти (1348 — 25.10.1349) — францисканец-конвентуал, назначен епископом Бергамо;
- Джованни Тедески (1349—1380) — августинец-еремит;
- Бартоломео Улиари[итал.] (1381 — 09.12.1385) — назначен епископом Флоренции;
- Гульельмо Даллавинья (04.12.1385 — 04.06.1405) — бенедиктинец, назначен епископом Тоди;
- Карло дельи Атти (1405—1405/1406);
- Лоренцо Риччи (1406—1409);
- Симоне Виджиланти (1409—1418) — назначен епископом Сенигаллии;
  - Пьетро Ферретти (09.12.1413 — 31.01.1420) — избранный антиепископ, назначен епископом Асколи-Пичено;
- Асторджо Аньези[итал.] (06.03.1419 — 19.10.1422) — назначен епископом Анконы и Уманы.

### Кафедра Анконы и Уманы
- Асторджо Аньези[итал.] (19.10.1422 — 08.02.1436) — назначен архиепископом Беневенто;
- Джованни (1436);
- Джованни Каппарелли (1437—1460);
- Агапито Рустичи-Ченчи (04.04.1460 — 22.08.1463) — назначен епископом Камерино;
- Блаженный Антонио Фатати (1463 — 09.01.1484);
- Бенинказа де Бининказа (11.11.1484 — 1502);
- Джованни Сакко (15.07.1502 — 1505) — апостольский администратор;
- Пьетро Аккольти[итал.] (04.04.1505 — 05.04.1514);
- Франческо Аккольти (1514);
- Руфино Люпаро (1520—1522) — францисканец;
- Бальдовинетто де Бальдовинетти (26.03.1524 — 1538);
- Алессандро Фарнезе (12.08.1538 — 1538) — апостольский администратор;
- Джироламо Гьяндерони (15.11.1538 — 1550) — апостольский администратор;
- Джан Маттео ди Лука Луки (1553 — 06.02.1556) — назначен епископом Тропеи;
- Винченцо ди Лука Луки (08.02.1556 — 31.01.1585);
- Карло Конти[итал.] (01.07.1585 — 03.12.1615);
- Джулио Савелли[итал.] (11.01.1616 — 02.05.1622);
- Луиджи Галли (1622 — 22.08.1657);
  - вакантно (1657—1666);
- Джанниколо Конти (29.03.1666 — 20.01.1698);
  - вакантно (1698—1700);
- кардинал Марчелло д’Aсте (03.02.1700 — 11.06.1709);
- кардинал Джованни Баттиста Бусси (19.02.1710 — 23.12.1726);
- кардинал Просперо Лоренцо Ламбертини (20.01.1727 — 30.04.1731) — назначен епископом Болоньи, позднее был избран Папой под именем Бенедикта XIV;
- кардинал Бартоломео Массеи (21.05.1731 — 20.11.1745);
- Никколо Манчифорте (17.01.1746 — 19.12.1762);
- кардинал Филиппо Аччайоли (24.01.1763 — 24.07.1766);
- кардинал Джованни Оттавио Буфалини (01.12.1766 — 03.08.1782);
- кардинал Винченцо Рануцци (14.02.1785 — 27.10.1800);
- Франческо Саверио Пассери (1800 — 04.06.1808) — апостольский администратор;
  - вакантно (1808—1816);
- кардинал Никола Риганти (8 марта 1816 — 31 августа 1822);
- кардинал Джованни Франческо Фальцакаппа 10 марта 1823 — 23 мая 1824);
- кардинал Чезаре Нембрини Пирони Гонзага (24.05.1824 — 05.12.1837);
- кардинал Антонио Мария Кадолини (12.02.1838 — 01.08.1851) — барнабит;
- кардинал Антонио Бенедетто Антонуччи (05.09.1851 — 28.01.1879);
- кардинал Акилле Манара (12.05.1879 — 15.02.1906);
- Джованни Баттиста Риччи (15.07.1906 — 1929);
- Карло Кастелли (1930) — апостольский администратор;
- Марио Джардини (16.05.1931 — 05.02.1940) — барнабиты;
- Марко Джованни Делла Пьетра (25.03.1940 — 13.01.1945) — францисканец;
- Эджидио Биньямини (18.11.1945 — 21.12.1966);
- Фличиссимо Тинивелла (22.02.1967 — 06.07.1968);
- Карло Маккари (05.08.1968 — 30.09.1986) — назначен архиепископом Анкона-Озимо;

### Кафедра Озимо
- Святой Леопард;
- Фортунато (упоминается в 649);
- Джованни (упоминается в 680);
- Святой Виталиано (упоминается в 745);
- Джермано (упоминается в 826);
- Леоне (упоминается в 835/847);
- Андреа (упоминается в 853);
- Пьетро (упоминается в 887);
- Аттинго (Астинго) (упоминается в 967);
- Клороардо (упоминается в 996);
- Гислерио (1022 — после 1037);
- Аццо (Атто) (упоминается в 1062);
- Лотарио (1066 — после 1096);
- Гварнерио (XII век);
- Гримоальдо (1151 — после 1157);
- Джентиле (1177 — после 1205);
- Синибальдо I (1218 — после 1236);
- Ринальдо (1240 — 22.12.1240) — назначен епископом Реканати;
  - епархия упразднена (1240—1264);
- Святой Бенвенуто Скотиволи[итал.] (13.03.1264 — 22.03.1283);
- Берардо Берарди[итал.] (1283 — 16.05.1288) — назначен епископом Палестрины;
- Мональдо (1289—1292);
- Джованни д’Угуччоне (1294—1319);
- Берардо II (1320);
  - епархия упразднена (1320—1326);
- Синибальдо II (1326—1341/1342) — францисканец;
- Альберто Босон (24.08.1342 — 1347);
- Лука Маннелли (05.11.1347 — 1358) — доминиканец, назначен епископом Фано;
- Пьетро II Массеи (24.01.1358 — 1381) — доминиканец;
- Пьетро III (1381—1400);
  - Джованни (Жан) Руссо (1382) — избранный епископ;
- Джованни Гримальдески (03.09.1400 — 1419);
- Пьетро Эрколани (30.01.1419 — 1422) — францисканец;
- Николо Бьянки (24.07.1422 — 1433/1434);
- Андреа да Монтеккьо (1434—1454);
- Джованни де Префетти (30.08.1454 — 27.07.1460);
- Гаспаре Дзакки (1460 — 23.11.1474);
- Лука Кардуччи (03.12.1474 — 1484);
- Париде Гирарделли (15.09.1484 — 13.09.1498);
- Антонио Синибальди (15.10.1498 — 13.06.1515);
- Джамбатиста Синибальди (13.06.1515 — 09.04.1547);
- Чиприано Сенили (15.05.1547 — 20.08.1551);
- Бернардино де Купис (24.08.1551 — 1574);
- Корнелио Фирмано (09.01.1574 — 05.07.1588);
- Теодозио Фьоренци (27.07.1588 — 19.05.1591);
- Антонио Мария Галли[итал.] (19.07.1591 — 30.03.1620);
- Агостино Галамини (29.04.1620 — 06.09.1639) — доминиканец;
- Джироламо Вероспи (10.02.1642 — 05.01.1652);
- Лодовико Бетти (01.07.1652 — 26.10.1655);
- Антонио Бики (06.03.1656 — 21.02.1691);
- Опицио Паллавичини (08.08.1691 — 11.02.1700);
- вакантно (1700—1709);
- Пьетро Микеланджело деи Конти (28 января 1709 — 1 августа 1712) — назначен епископом Витербо;
- Орацио Филиппо Спада (17.02.1714 — 27.06.1724);
- Агостино Пипиа (31.12.1724 — 20.08.1725) — доминиканец, назначен епископом Озимо и Чинголи;

### Кафедра Озимо и Чинголи
- Агостино Пипиа (20.08.1725 — 17.04.1727) — доминиканец;
- Пьер Секондо Радикати (21.04.1728 — 01.02.1729)
- Фердинандо Агостино Бернабеи (19.12.1729 — 11.03.1734) — доминиканец;
- Джакомо Ланфредини (04.04.1734 — 15.09.1740);
- Помпео Компаньони (16.09.1740 — 25.07.1774);
- Гвидо Кальканьини (20.05.1776 — 27.08.1807);
- Джованни Кастильоне (11 января 1808 — 9 января 1815);
- Карло Андреа Пелагалло (18 декабря 1815 — 6 сентября 1822);
- Эрколе Дандини (10 марта 1823 — 23 мая 1824);
  - вакантно (1824—1827);
- Тимотео Мария Аскенси (21.05.1827 — 06.12.1828) — босой кармелит;
- Джованни Антонио Бенвенути (15.12.1828 — 14.11.1838);
- Джованни Солья (18.02.1839 — 04.06.1848) — назначен государственным секретарем;
  - вакантно (1848—1856);
- Джованни Брунелли (18.09.1856 — 21.02.1861);
  - вакантно (1861—1863);
- Сальваторе Нобили Вителлески (21.12.1863 — 20.11.1871);
- Микеле Сери-Молини (24.11.1871 — 1888);
- Эджидио Маури (01.06.1888 — 12.06.1893) — назначен архиепископом Феррары;
- Джованни Баттиста Скотти (18.05.1894 — 05.12.1916);
- Пачифико Фьорани (12.05.1917 — 22.06.1924);
- Мональдуцио Леопарди (20.12.1926 — 17.05.1944);
- Доменико Брици (23.01.1945 — 11.02.1964);
  - вакантно (1964—1972);
- Карло Маккари (28.09.1972 — 30.09.1986) — назначен архиепископом Анконы и епископом Озимо, позднее назначен архиепископом Анкона-Озимо.

### Кафедра Анкона-Озимо
- Карло Маккари[итал.] (30.09.1986 — 01.07.1989);
- Диониджи Теттаманци (01.07.1989 — 06.04.1991);
- Франко Фесторацци[итал.] (06.04.1991 — 08.01.2004);
- кардинал Эдоардо Меникелли (08.01.2004 — 14.07.2017);
- Анджело Спина (c 14 июля 2017 года — по настоящее время).

## Статистика
На конец 2006 года из 216 858 человек, проживающих на территории епархии, католиками являлись 206 541 человек, что соответствует 95,2 % от общего числа населения епархии.
| год  | население | население | население | священники | священники        | священники         | священники                           | постоянные диаконы | монахи  | монахи  | приходы |
| год  | католики  | всего     | %         | всего      | белое духовенство | черное духовенство | число католиков на одного священника | постоянные диаконы | мужчины | женщины | приходы |
| ---- | --------- | --------- | --------- | ---------- | ----------------- | ------------------ | ------------------------------------ | ------------------ | ------- | ------- | ------- |
| 1959 | 129.500   | 130.000   | 99,6      | 161        | 71                | 90                 | 804                                  |                    | 105     | 238     | 46      |
| 1969 | 153.000   | 153.428   | 99,7      | 177        | 89                | 88                 | 864                                  |                    | 100     | 280     | 52      |
| 1980 | 152.500   | 153.500   | 99,3      | 157        | 82                | 75                 | 971                                  | 1                  | 98      | 209     | 58      |
| 1990 | 204.310   | 208.218   | 98,1      | 203        | 111               | 92                 | 1.006                                | 4                  | 140     | 244     | 71      |
| 1999 | 205.214   | 206.831   | 99,2      | 190        | 108               | 82                 | 1.080                                | 8                  | 101     | 206     | 72      |
| 2000 | 205.682   | 207.220   | 99,3      | 197        | 115               | 82                 | 1.044                                | 8                  | 99      | 203     | 72      |
| 2001 | 206.598   | 208.747   | 99,0      | 189        | 110               | 79                 | 1.093                                | 15                 | 94      | 196     | 72      |
| 2002 | 205.682   | 207.220   | 99,3      | 190        | 108               | 82                 | 1.082                                | 15                 | 96      | 192     | 72      |
| 2003 | 210.062   | 212.875   | 98,7      | 184        | 108               | 76                 | 1.141                                | 15                 | 89      | 173     | 72      |
| 2004 | 205.204   | 212.340   | 96,6      | 181        | 109               | 72                 | 1.133                                | 16                 | 82      | 165     | 72      |
| 2006 | 206.541   | 216.858   | 95,2      | 175        | 100               | 75                 | 1.180                                | 17                 | 88      | 124     | 72      |